# Croacia (Buenos Aires)
Croacia je bio hrvatski iseljenički list.
Izlazio je u Buenos Airesu kao mjesečnik.